# Coleção Oficial de Graphic Novels da Marvel
Coleção Oficial de Graphic Novels Marvel é uma coleção de graphic novels publicadas no Brasil pela Editorial Salvat em parceria com a Panini Comics. A série é uma coleção de arcos clássicos e famosos dos mais conhecidos super-heróis da Marvel Comics, tendo suas mais importantes histórias dos quadrinhos republicadas em formato de luxo.
A coleção é publicada nos Estados Unidos, Ucrânia, Irlanda, Austrália e África do Sul pela editora original, Hachette Partworks, e na Polônia pela Hachette Polska. Na República Tcheca e Eslováquia pela Panini Fasicule e na Alemanha pela Hachette Collections. O primeiro exemplar em inglês foi publicado em dezembro de 2011 custando £2.99. Assim como no Brasil, a segunda edição aumentou de preço (£6.99) e a terceira edição se fixou no preço de £9.99.

## Lista de títulos
| - Roteiro: J. Michael Straczynski - Desenhos: John Romita Jr. |

| - Roteiro: Joss Whedon - Desenhos: John Cassaday |

| - Roteiro: Brian Michael Bendis - Desenhos: David Finch |

| - Roteiro: J. Michael Straczynski - Desenhos: Oliver Coipel |

| - Roteiro: Mark Millar - Desenhos: Bryan Hitch |

| - Roteiro: Ed Brubaker - Desenhos: Steve Epting |

| - Roteiro: J. M. DeMatteis e Mike Zeck - Desenhos: Bob McLeod |

| - Roteiro: Kurt Busiek - Desenhos: Alex Ross |

| - Roteiro: Brian Michael Bendis - Desenhos: Gabriele Dell'Otto |

| - Roteiro: Frank Miller - Desenhos: David Mazzucchelli |

| - Roteiro: Ed Brubaker - Desenhos: Steve Epting |

| - Roteiro: Grant Morrison - Desenhos: Frank Quitely |

| - Roteiro: Mark Millar - Desenhos: Bryan Hitch |

| - Roteiro: Garth Ennis - Desenhos: Clayton Crain |

| - Roteiro: David Morrel - Desenhos: Mitch Breitweiser |

| - Roteiro: Brian Michael Bendis - Desenhos: David Finch |

| - Roteiro: Kevin Smith - Desenhos: Joe Quesada |

| - Roteiro: Joss Whedon - Desenhos: John Cassaday |

| - Roteiro: Mark Millar - Desenhos: Steve McNiven |

| - Roteiro: Barry Windsor-Smith - Desenhos: Barry Windsor-Smith |

| - Roteiro: Warren Ellis - Desenhos: Adi Granov |

| - Roteiro: Brian Michael Bendis - Desenhos: Mark Bagley |

| - Roteiro: Greg Pak - Desenhos: Carlo Pagulayan e Aaaron Lopresti |

| - Roteiro: Robert Kirkman - Desenhos: Sean Phillips |

| - Roteiro: Chris Claremont - Desenhos: John Byrne |

| - Roteiro: David Michelinie - Desenhos: Todd McFarlane |

| - Roteiro: Greg Pak - Desenhos: Carlo Pagulayan e Aaron Lopresti |

| - Roteiro: David Micheline - Desenhos: John Romita Jr. e Carmine Infantino |

| - Roteiro: Mark Millar - Desenhos: Steve McNiven |

| - Roteiro: Warren Ellis - Desenhos: Mike Deodato |

| - Roteiro: Alan Davis - Desenhos: Alan Davis |

| - Roteiro: Jeph Loeb e J. Michael Straczynski - Desenhos: Leinil Yu, Ed McGuinness, John Romita Jr., David Finch e John Cassaday |

| - Roteiro: Brian K. Vaughan - Desenhos: Marcos Martín |

| - Roteiro: Greg Pak - Desenhos: John Romita Jr. |

| - Roteiro: Neil Gaiman - Desenhos: John Romita Jr. |

| - Roteiro: Reginald Hudlin - Desenhos: John Romita Jr. |

| - Roteiro: John Ney Rieber - Desenhos: John Cassaday |

| - Roteiro: Dan Slott - Desenhos: Juan Bobillo e Paul Pelletier |

| - Roteiro: Jim Shooter - Desenhos: Mick Zeck e Bob Layton |

| - Roteiro: Mark Waid - Desenhos: Mike Wieringo e Casey Jones |

| - Roteiro: Jim Shooter - Desenhos: Mick Zeck e Bob Layton |

| - Roteiro: Brian Michael Bendis - Desenhos: Olivier Coipel |

| - Roteiro: J. Michael Straczynski - Desenhos: John Romita Jr. |

| - Roteiro: Kurt Busiek - Desenhos: Carlos Pacheco |

| - Roteiro: Jeph Loeb - Desenhos: Tim Sale |

| - Roteiro: Kurt Busiek - Desenhos: Carlos Pacheco |

| - Roteiro: Grant Morrison - Desenhos: Frank Quitely |

| - Roteiro: Paul Jenkins - Desenhos: Andy Kubert e Richard Isanove |

| - Roteiro: Mark Waid - Desenhos: Howard Porter e Mike Wieringo |

| - Roteiro: David Hine - Desenhos: Roy Allen Martinez |

| - Roteiro: Neil Gaiman - Desenhos: Andy Kubert |

| - Roteiro: Peter David - Desenhos: Dale Keown |

| - Roteiro: Dan Jurgens - Desenhos: John Romita Jr. |

| - Roteiro: Garth Ennis - Desenhos: Steve Dillon |

| - Roteiro: Brian Michael Bendis - Desenhos: Leinil Yu |

| - Roteiro: Garth Ennis - Desenhos: Steve Dillon |

| - Roteiro: Alan Moore - Desenhos: Alan Davis |

| - Roteiro: Walt Simonson - Desenhos: Walt Simonson |

| - Roteiro: Chris Claremont - Desenhos: Frank Miller |

| - Roteiro: Brian Michael Bendis - Desenhos: Olivier Coipel |

## Internacionalmente
Na Polônia, a coleção tem sido publicada como Wielka Kolekcja Komiksów Marvela (A Grandiosa Coleção Marvel Comics) desde agosto de 2012. Depois de quatro edições distribuídas apenas em certas localidades do país, a coleção foi suspensa até dezembro de 2012 e então começou a ser relançada do zero.
A mesma coleção vem sendo publicada na República Tcheca e Eslováquia desde janeiro de 2013 como Ultimátní komiksvý komplet (The Ultimate Comics Collection). As edições saem em uma ordem diferente da de outros países.
Em janeiro de 2013 a coleção foi lançada na Alemanha como Die offizielle Marvel-Comic-Sammlung (The Official Marvel Comic Collection).
Na Rússia a coleção começou a ser lançada em janeiro deste ano com o título Marvel. Официальная коллекция комиксов (mesmo nome da Alemanha). No país a coleção é lançada por duas editoras em parceria, Hachette e Panini.

## No Brasil
A coleção é a versão nacional de "The Official Marvel Graphic Novels Collection", da editora britânica Hachette Partworks Ltd. Em Abril de 2013, a Salvat iniciou o teste da coleção em bancas brasileiras e em Agosto, a coleção foi oficializada. Em 2014, surgiram outras publicações similares: a Planeta deAgostini lançou uma coleção de quadrinhos de Star Wars; a Edições Del Prado a coleção Grandes Clássicos da Literatura em Quadrinhos, criada pela editora francesa Glénat (10 volumes dessa coleção já haviam sido lançados pela L&PM); a própria Salvat lançou uma coleção de quadrinhos de Asterix; e a Eaglemoss uma coleção de graphic novels da DC Comics, também em parceria com a Panini Brasil, ambas já parceiras na publicação das coleções de miniaturas da Marvel (lançada em 2012) e DC (lançada em 2013).

### Expansões e novas coleções
Em 2015, a editora lança uma nova coleção: "Os Heróis Mais Poderosos da Marvel" também composta por 60 volumes, com a arte da lombada desenhada por Adi Granov.. Nesta coleção, cada edição é focada em um personagem ou equipe específica, trazendo um arco principal e uma história clássica ou de origem.
A editora também anunciou a expansão da "Coleção Oficial de Graphic Novels da Marvel" com mais 60 edições, sendo 40 volumes com arcos clássicos (com lombada numerada em algarismos romanos), e 20 volumes contendo arcos modernos, totalizando 120 edições. Em 2016, a Salvat começou a disponibilizar a assinatura da coleção.
Em abril de 2017, a editora iniciou os testes de mercado de uma coleção do faroeste italiano Tex, da Sergio Bonelli Editore. Na mesma época, a editora lançou oficialmente a "Coleção Definitiva do Homem-Aranha", dedicada exclusivamente ao herói da Marvel Comics. Em maio, foi divulgado que a coleção "Os Heróis Mais Poderosos da Marvel" terá uma expansão de 40 volumes, totalizando 100 edições. 
Em agosto, a Salvat começou os testes para lançamento da coleção "A Espada Selvagem de Conan". Em novembro de 2017, a editora anunciou o lançamento de duas novas coleções: a primeira, em oito volumes, dedicada aos vilões da Marvel; e a segunda, uma coleção em três volumes dos Vingadores, com histórias da fase de Kurt Busiek e George Peréz. Foram lançadas ainda mini coleções de três volumes para Thor, de Walter Simonson, e Capitão América, de Mark Waid e Ed McGuinness.

### Cancelamentos
Durante o ano de 2018 a Salvat pausou suas coleções devido a problemas de distribuição. Em março de 2019, a editora, se pronunciando através de redes sociais, informou o cancelamento da Coleção oficial de graphic novels da Marvel, cuja previsão de término era no volume 150 (após ter sido expandida pela segunda vez). A coleção definitiva do Homem-Aranha encerrasse prematuramente no número 40. Já a coleção Os heróis mais poderosos da Marvel termina no volume 100, como planejado.

### Conteúdo
Além da história em quadrinhos em si, cada edição é dotada de uma introdução, com informações sobre os acontecimentos anteriores a história que será contada. As edições possuem entrevistas com os roteiristas e/ou artistas, assim como informações de personagens e galeria de esboços cedidos pelo artista. As 60 edições são necessárias para completar uma imagem panorâmica desenhada pelo artista Gabriele Dell'Otto. Os volumes não são lançados na mesma ordem da numeração da lombada (o volume um é, na verdade, a edição de número 21). 

### Primeiras edições
As duas primeiras edições foram lançadas com preços promocionais. A primeira edição veio com uma revista extra que continha informações sobre a coleção e pequenas descrições de algumas dos personagens mais famosos, e também revelando alguns dos próximos lançamentos. A revista pode se transformar em um mega-pôster apresentando os heróis do Universo Marvel (Os Vingadores) desenhado por Leinil Francis Yu.
Os volumes foram lançados nas bancas quinzenalmente. A coleção foi distribuída de forma setorizada, estando mais adiantada em RJ, SP e PB.

### Controvérsia
Em setembro de 2019, um volume da coleção foi alvo de uma controvérsia envolvendo o vereador carioca Alexandre Isquierdo e o prefeito Marcelo Crivella, ao saberem que o livro "A Cruzada das Crianças", protagonizado pelos Jovens Vingadores, mostrava um beijo entre os personagens masculinos Wiccano e Hulkling estava sendo comercializado na Bienal do Livro do Rio de Janeiro. Para os políticos, tal cena era pornográfica e iria contra artigos do Estatuto da Criança e do Adolescente (ECA), o prefeito chegou a ordenar que os exemplares fossem recolhidos do evento. Após uma disputa judicial, a Defensoria Pública do Estado do Rio de Janeiro e o ministro do supremo Dias Toffoli, impediram o recolhimento.